# Рандвере
Ра́ндвере (эст. Randvere) — деревня в волости Виймси уезда Харьюмаа, Эстония.

## География и описание
Расположена на западном берегу залива Мууга, в 6 километрах к северо-востоку от Таллина. Высота над уровнем моря — 10 метров.
Климат умеренный. Официальный язык — эстонский. Почтовый индекс — 74016.

## Население
По данным переписи населения 2021 года, в Рандвере насчитывалось 1918 жителей, из них 1539 (80,5 %) — эстонцы.
По данным переписи населения 2011 года, число жителей деревни составило 1690 человек, из них 1414 (83,7 %) — эстонцы.
В 1997 году в деревне было зарегистрировано 106 жителей, с 2002 года число зарегистрированных жителей стало стремительно расти. По состоянию на 1 января 2010 года удельный вес женщин составлял 49,8 %, мужчин — 50,2 %.
Численность населения деревни Рандвере по данным переписей населения:
| Год  | 1959 | 1970 | 1979 | 1989  | 2000  | 2011   | 2021   |
| ---- | ---- | ---- | ---- | ----- | ----- | ------ | ------ |
| Чел. | 73   | ↘ 70 | ↗ 98 | ↗ 117 | ↗ 519 | ↗ 1690 | ↗ 1918 |

## История
Первые сведения о деревне относятся к 1397 году, когда магистр Веннемар фон Брюггеней (Wennemar von Brüggeney) упомянул её в вассальных списках как принадлежащую Йохану фон Скерембеке (Johan von Scerembeke), владельцу мызы Маарду. Деревня была записана как Рандивер (Randyver). В течение последующих пяти столетий деревня 20 раз меняла своё название, и все они по звучанию были близки как к первому, так и к нынешнему её названию. С 1844 года деревня называлась Рандвер (Randwer).
В 1693 году в деревне было 11 хуторов. В 1782 году была проведена первая подушная перепись: были записаны фамилии всех семей, число жителей, их возраст и статус.
В деревне находится церковь Рандвере, строительство которой было начато в 1848 году на месте старого кладбища. Строительство церкви завершилось в 1852 году, и  ему помогал лесоматериалами и деньгами Кристоф фон Бреверн (Christoph von Brevern), очередной хозяин мызы Маарду.
Осенью 1864 года в церковном доме начала действовать школа. Её закрыли в 1971 году.
В начале XX столетия в деревне было уже 27 хуторов.

## Инфраструктура
В 1970-х годах в Рандвере стали продавать земельные участки под строительство дачных и садоводческих кооперативов. С 1990-х годов дачи стали массово перестраиваться под жилые дома, в связи с чем численность жителей деревни существенно увеличилась. Стали проводиться местные дороги, новые электросети, системы водоснабжения и возводиться необходимые объекты технической инфраструктуры.
В деревне есть детский сад, Молодёжный центр, магазин, аптека. Предприятий, оказывающих бытовые услуги, в деревне нет, поэтому жителям приходится ездить в соседнюю деревню Хаабнеэме.
В 2013 году в деревне было завершено строительство новой двухэтажной школы, рассчитанной на 450 учеников. Она принимает на учёбу детей из деревень Рандвере, Леппнеэме, Таммнеэме, Метсакасти, Эйгрумяэ, Лайакюла и Мууга. При школе работает библиотека.
В летний период численность проживающих в деревне людей увеличивается на 500 человек за счёт расположенных на её территории садоводческих товариществ.

## Достопримечательности
В северной части территории деревни, недалеко от шоссе находится внесённая в Регистр окружающей среды и охраняемая государством ель Тяду (эст. Tädu).

### Береговая защитная батарея Таммнеэме
На территории деревни находятся два объекта, включённые в Эстонский Государственный регистр памятников культуры:
- береговая защитная батарея Таммнеэме (1928—1930)[17],
- казарма береговой защитной батареи Таммнеэме (1930)[18].

В первые годы существования Первой Эстонской Республики на побережье близ деревни был возведён позиционный командный пункт береговой батареи. Скоро было обнаружено, что его огневой сектор малоэффективен. Для улучшения ситуации были спроектированы новые береговые позиции к юго-западу от существовавшей, строительство которых началось в 1928 году. В 1930 году были готовы четыре пушечных лафета. Работы по сооружению защитной батареи продолжались до 1934 года. Остатки батареи в 2014 году были расчищены от кустарника и травы. Казарма отремонтирована и находится в хорошем состоянии.

## Галерея
- На въезде в деревню Рандвере
- Церковь Рандвере
- Школа в Рандвере
- Библиотека в школе Рандвере
- Береговая защитная батарея Таммнеэме